# Rodolfo Tuirán Gutiérrez
Rodolfo Alfredo Tuirán Gutiérrez  (Diriamba, Nicaragua, 12 de julio de 1955-Ciudad de México, 1 de septiembre de 2019) fue un economista y demógrafo mexicano. Profesor investigador de El Colegio de México. Fue subsecretario de Educación Superior en la Secretaría de Educación Pública desde el 24 de enero hasta el 30 de noviembre de 2018.

## Trayectoria
Se doctoró en sociología por la Universidad de Texas en Austin, y recibió el grado de doctor honoris causa de la Universidad  Autónoma de Sinaloa (noviembre de 2012), de la Universidad Autónoma de Coahuila (julio de 2013), de la Universidad Autónoma de Aguascalientes (agosto de 2013), de la Universidad Autónoma de Tamaulipas (septiembre de 2013), de la Universidad de Ciencias y Artes de Chiapas (noviembre de 2015), de la Universidad de Colima (noviembre de 2015) y de su alma mater, la Universidad  Autónoma de San Luis Potosí, (marzo de 2017).
Su trayectoria profesional y participación en investigaciones le permitieron construir reconocimiento nacional e internacional, además de conciliar las exigencias del ámbito académico con el desempeño en el servicio público, donde tuvo la responsabilidad de definir y conducir políticas públicas relevantes durante dos décadas.
Fue autor y coordinador de 29 libros y alrededor de 200 artículos en libros y revistas especializadas y de difusión sobre temas sociodemográficos y educativos. En julio de 2004, se hizo merecedor del Premio Nacional de Demografía. Fue miembro del Sistema Nacional de Investigadores.
De 1991 a 1993 fue Coordinador del Programa de Doctorado en Ciencias Sociales con Especialidad en Estudios de Población de El Colegio de México, y posteriormente Coordinador del Programa de Intercambio Académico entre esta institución y la Johns Hopkins University. De 1996 a 1998, Tuirán Gutiérrez fungió como presidente de la Sociedad Mexicana de Demografía. En 2011, la Universidad Autónoma de Ciudad Juárez creó en su honor la Cátedra Patrimonial en Demografía “Dr. Rodolfo Tuirán”, con el objetivo de impulsar la investigación y el análisis de los problemas sociales desde la perspectiva de la demografía.
De 1995 a 1997, participó en el Estudio Binacional México-Estados Unidos sobre Migración; de 1997 a 2000, fue miembro en dos ocasiones del Comité Técnico del Padrón Federal Electoral del IFE; integrante del Grupo México—Estados Unidos sobre migración convocado por el ITAM y el Carnegie Endowment for International Peace; además, fue miembro de la Comisión de Especialistas del IFE que estudió las Modalidades del Voto de los Mexicanos en el Extranjero (de febrero a diciembre de 1998).
A nivel internacional, participó varias veces en la Comisión de Población y Desarrollo de la Organización de las Naciones Unidas y presidió el periodo intersesional en 1997. También se desempeñó en dos ocasiones como presidente del Comité Especial de Población y Desarrollo de la CEPAL (de junio de 1997 a mayo de 1998 y de abril de 2000 a marzo de 2002) y fue vicepresidente del Foro Mundial sobre Población de La Haya.
De 1997 a 2002, Rodolfo Tuirán fue secretario general del Consejo Nacional de Población (Conapo). Más tarde, de 2002 a 2005, durante la administración de Vicente Fox Quesada, se desempeñó como Subsecretario de Desarrollo Urbano y Ordenación del Territorio, en la Secretaría de Desarrollo Social.
Iniciado el gobierno de Felipe Calderón Hinojosa, fue designado el 12 de diciembre de 2006 como Subsecretario de Educación Superior en la Secretaría de Educación Pública. Durante este periodo, Rodolfo Tuirán impulsó acciones y políticas orientadas a la ampliación de oportunidades educativas (aumento en la matrícula de este nivel educativo), a mejorar financiamiento de la educación superior, a ampliar oportunidades para los jóvenes en situación de desventaja a través de diversos programas de becas, a la profesionalización creciente del personal académico, a impulsar programas académicos de calidad, a mejorar la calidad de programas en instituciones particulares, a impulsar la vinculación de las instituciones educativas y al avance diferenciado entre subsistemas (Universidades Públicas Estatales, Universidades Públicas Federales y las Universidades Tecnológicas). En este mismo periodo, el Dr. Tuirán Gutiérrez fungió como secretario Interino en sustitución de Alonso Lujambio.
El 7 de diciembre de 2012 fue designado Subsecretario de Educación Media Superior, por el presidente Enrique Peña Nieto. Durante su gestión, ha enfocado políticas y acciones para resolver los desafíos de la baja cobertura, las elevadas tasas de abandono escolar, los problemas de equidad e inclusión, los aprendizajes insuficientes, la débil profesionalización de docentes y directivos, la baja calidad de los servicios educativos, el truncamiento de las trayectorias educativas al concluir el bachillerato, la insuficiente infraestructura y equipamiento, la desarticulación entre la oferta educativa y la demanda laboral, y la prevalencia elevada de conductas de riesgo entre los jóvenes de este nivel. Tras la incorporación de Aurelio Nuño Mayer a la Secretaría de Educación Pública, Tuirán Gutiérrez fue ratificado como Subsecretario de Educación Media Superior.
El 24 de enero de 2018, en esta ocasión con Otto Granados Roldán al frente de la SEP, Rodolfo Tuirán fue designado por segunda ocasión como Subsecretario de Educación Superior, cargo que ocupó hasta el 30 de noviembre de 2018.

## Vida personal
Los primeros años de su infancia los vivió en la Ciudad de México donde cursó sus estudios básicos en la Primaria "Constitución de 1857". Posteriormente, estudió el 1° y 2° grados de secundaria en la Escuela Técnica Industrial n.º 1 Rafael Dondé y el 3° en Piedras Negras, Coahuila. El bachillerato lo cursó en el Ateneo Fuente de Saltillo. La licenciatura en economía la estudió en la Universidad Autónoma de San Luis Potosí. Desde su juventud, Tuirán Gutiérrez mostró interés por la lectura y el estudio, además de actividades como el ajedrez.

Vivía en Ciudad de México con su esposa y sus dos hijas. Era aficionado de la lectura y el cine, además de ser usuario frecuente de las redes sociales.

Fue diagnosticado con cáncer linfático en julio de 2019.
Murió el domingo 1 de septiembre de 2019 en la Ciudad de México a causa de complicaciones por el cáncer.